# ذا واريورس (فلم)
ذا واريورس (بالإنجليزية:The Warriors)، فيلم أمريكي من نوع دراما والإثارة أنتج الفيلم سنة 1979م ، تتحدث قصة الفيلم السينمائي حول مجموعة من الشباب يوحدون الصف لمواجهة أخطر العصابات ذات 73 رجلا في أحد شوارع نيويورك ، يتميز الفيلم بالإثارة والقوة ومواجهة أعتى الخصوم . افضل فلم عرفه التاريخ

## الممثلون
- ميخائيل بيك as Swan
- جيمس ريمار as Ajax
- دورسي رايت as ذا واريورس
- ذا واريورس (فيلم) as Snow
- ديفيد هاريس as ذا واريورس
- ذا واريورس (فيلم) as ذا واريورس
- Thomas G. Waites as Fox
- Terry Michos as ذا واريورس
- مارسيلينو سانشيز as ذا واريورس
- Deborah Van Valkenburgh as ذا واريورس
- Roger Hill as ذا واريورس
- ديفيد باتريك كيلي as ذا واريورس
- لين ثيجبن as D.J.
- Ginny Ortiz as Candy Store Girl
- ميرسيدس رويل as Policewoman
- John Snyder  [لغات أخرى]‏ as Gas Station Man
- Edward Sewer as ذا واريورس
- بول غريكو as ذا واريورس

By : Mr.Goko ~ View This .. www.Gta-Arabs.com

## وصلات خارجية
- مقالات تستعمل روابط فنية بلا صلة مع ويكي بيانات
- The Warriors Movie Site
- "The Warriors Trip From Coney Island to Dyre Avenue in the Bronx Revisited"
- 2006 Warriors Cast Reunion